# Simeon H. Anderson

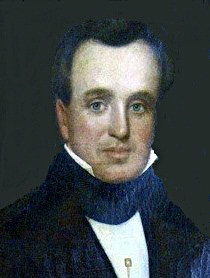
Simeon H. Anderson

Simeon H. Anderson (* 2. März 1802 bei Lancaster, Garrard County, Kentucky; † 11. August 1840 ebenda) war ein US-amerikanischer Politiker. Zwischen 1839 und 1840 vertrat er den Bundesstaat Kentucky im US-Repräsentantenhaus.

## Werdegang
Simeon Anderson besuchte zunächst die Grundschulen. Nach einem anschließenden Jurastudium und seiner 1823 erfolgten Zulassung als Rechtsanwalt begann er in Lancaster in diesem Beruf zu arbeiten. Gleichzeitig schlug er eine politische Laufbahn ein. Zwischen 1828 und 1838 war er mehrfach Abgeordneter im Repräsentantenhaus von Kentucky. In den 1830er Jahren wurde er Mitglied der damals neu gegründeten Whig Party.
Bei den Kongresswahlen des Jahres 1838 wurde er im fünften Wahlbezirk von Kentucky in das US-Repräsentantenhaus in Washington, D.C. gewählt, wo er am 4. März 1839 die Nachfolge von James Harlan antrat. Anderson konnte seine Legislaturperiode im Kongress nicht beenden. Ende Juli 1840 erkrankte er an einem Fieber. Er wurde von US-Senator Henry Clay nach Hause gebracht, wo er am 11. August 1840 starb. Sein Mandat fiel nach einer Nachwahl an John Burton Thompson.
Simeon Anderson war mit einer Tochter des späteren Gouverneurs von Kentucky, William Owsley, verheiratet. Ende der 1830er Jahre erwarb er die Farm „Pleasant Retreat“ von seinem Schwiegervater. Sein Sohn William (1826–1861) saß zwischen 1859 und 1861 ebenfalls für Kentucky im US-Repräsentantenhaus.